# 覇座
覇座（はざ、拼音: Bàzuò）は、中国の長距離鉄道などにおいて、適正な切符を他人が持っている指定席に勝手に座り、それを指摘されても席を離れず、占拠し続ける行為。
2010年代後半には、覇座の様子を他の乗客が動画で撮影してネット上に公開することがしばしば起こった。特に2018年8月以降にはマス・メディアのニュースでも扱われるようになり、中国国内で大きな注目を集めるようになっている。
他人の席に勝手に座る行為自体は、最近の現象ではなく、少なくとも20世紀末以降にはしばしば見られる行為であったともいわれるが、大多数は乗務員の説得によって席を明け渡していたという。しかし、一般的に乗務員は、乗客に手を触れたり、強制的に乗客を席から引き剥がすことはできず、強制措置が取られることは、長い間なかった。覇座の被害を受けた乗客には、別の座席が用意されることもあるが、そのまま長時間にわたって立ち続けなければならなくなることもある。
覇座のような行為は、本来であれば治安管理処罰法に触れ、罰金刑が課されることになっているが、これにともなって行政拘留がおこなわれることは、長い間なかった。実際にこれを理由に容疑者が拘束されたのは、2018年12月の事例が最初であった。
鉄道公安関係機関は、2018年12月から年末年始のひと月ほどの間に、覇座を含む鉄道内で不法行為に対する一斉取締りをおこない、計2,856件の違法行為が摘発され、452人が5日から10日程度の行政拘留の処分を受けた。2019年1月8日には、最高人民法院、最高人民検察院、中華人民共和国公安部が連名で『公共交通機関の安全運転を妨害する違法犯罪行為を法に照らして処罰することに関する指導意見（关于依法惩治妨害公共交通工具安全驾驶违法犯罪行为的指导意见）』という文書を公布した。
中国公安部が2019年7月に発表した2019年上半期の鉄道関係の集計によると、鉄道に関わる各種の不正行為、迷惑行為で拘留された者は9000人以上で、そのうち、覇座で拘留されたのは22人であったという。

## 中国メディアの論調
中国のマス・メディアは、覇座が注目される状況について、従来から鉄道関係者や鉄道警察官が覇座に寛大であり、処罰される場合も200元（およそ3200円）ほどの罰金で済んでいたことが、覇座が容認される状況を生んだとして、覇座が厳罰化されれば、同様の行為は減っていくはずだと論じた。実際、一部の悪質な事例がメディアで大きく取り上げられたことが功を奏し、同様の事例は減少したとされる。